# Kim Ho-ja
Kim Ho-ja (koreanisch 김호자; * 7. September 1968) ist eine südkoreanische Badmintonspielerin.

## Karriere
Kim Ho-ja gewann 1987 und 1988 die US Open im Damendoppel. Bei der Weltmeisterschaft 1987 wurde sie Fünfte im Mixed, 1989 Neunte im Damendoppel.

## Sportliche Erfolge
| Saison | Veranstaltung     | Disziplin   | Platz | Name                       |
| ------ | ----------------- | ----------- | ----- | -------------------------- |
| 1987   | US Open           | Damendoppel | 1     | Kim Ho-ja / Chung So-young |
| 1987   | Weltmeisterschaft | Mixed       | 5     | Lee Sang-bok / Kim Ho-ja   |
| 1988   | US Open           | Damendoppel | 1     | Kim Ho-ja / Chung So-young |
| 1989   | Weltmeisterschaft | Damendoppel | 9     | Gil Young-ah / Kim Ho-ja   |